# Kościół św. Marii Magdaleny w Łambinowicach
Kościół pod wezwaniem św. Marii Magdaleny w Łambinowicach – w miejscowości Łambinowice w województwie opolskim, w powiecie nyskim, w gminie Łambinowice. Kościół parafialny należący do parafii pod wezwaniem św. Marii Magdaleny, w Łambinowicach, w Dekanacie Skoroszyce, w Diecezji Opolskiej.